# Bargloy
Bargloy ist eine Bauerschaft der Landgemeinde Wildeshausen im Landkreis Oldenburg in Niedersachsen mit etwa 100 Einwohnern und einer Fläche von etwa 4 km².

## Lage
Bargloy liegt etwa 1 km westlich der Stadtgrenze von Wildeshausen zwischen der Landesstraße 873 im Süden und der Bundesstraße 213 im Norden. Es gehört zu der das Kerngebiet umgebenden sogenannten Landgemeinde Wildeshausen. Im Westen wird Bargloy durch die Wildeshauser Bauerschaft Holzhausen, im Osten durch das Kerngebiet Wildeshausen begrenzt. Der Ort wird von Süd nach Nord vom Tieflandbach Brookbäke durchströmt, einem Fließgewässer II. Ordnung, das nordwestlich von Wildeshausen in die Hunte mündet.

## Geschichte

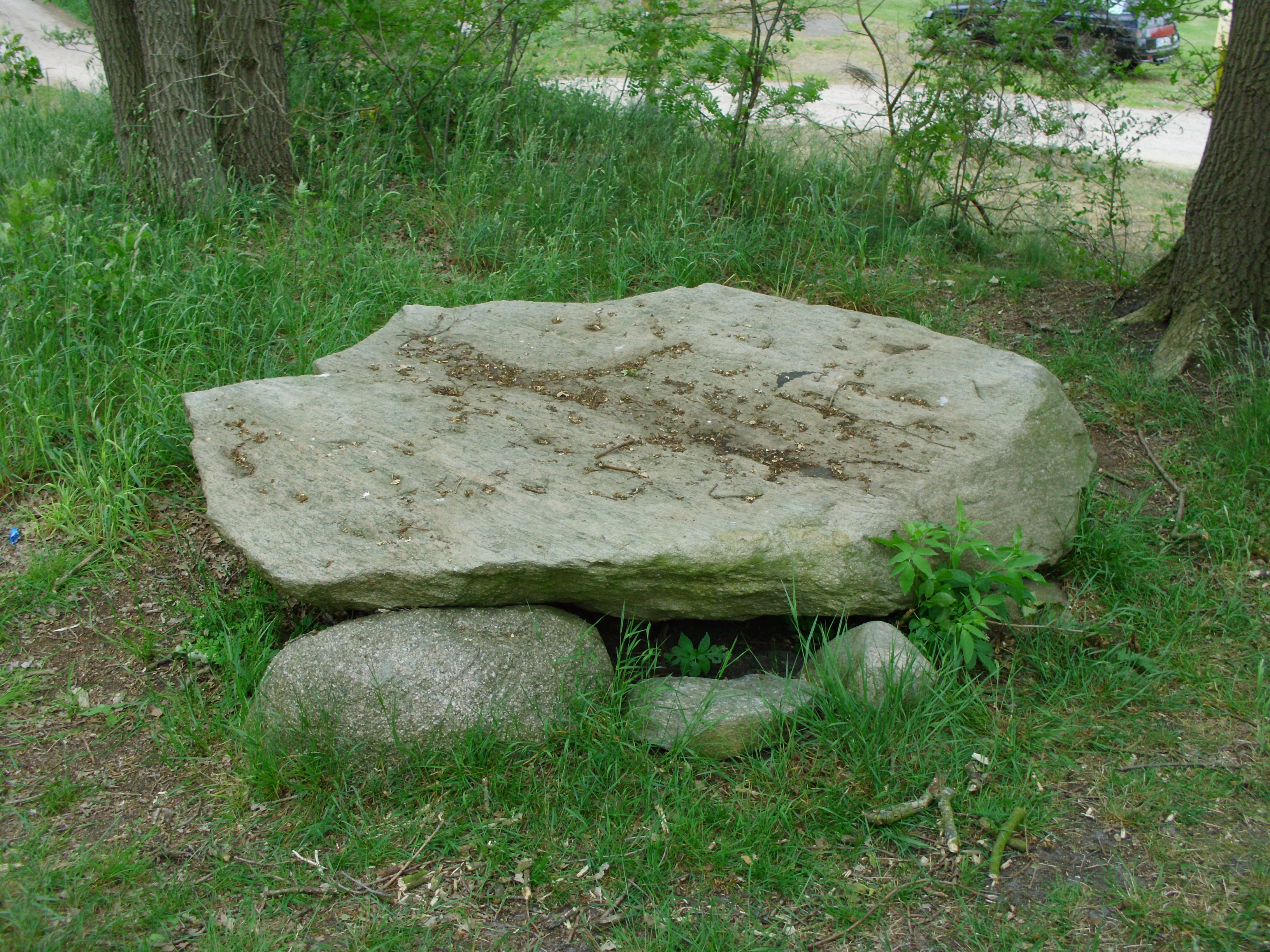
Die Bargloyer Steinkiste an der Brookbäke

Im äußersten Nordwesten der Bauerschaft liegt das Großsteingrab Hohe Steine, ein neolithisches Ganggrab.
Auf etwa 1800 v. Chr. datiert die am nördlichen Rande der Ortschaft gelegene Bargloyer Steinkiste.
Im Jahre 1963 legte die Stadt Wildeshausen in Bargloy eine Mülldeponie an. Auf diese wurde von 1977 bis zur Schließung (Versiegelung) am 22. Mai 1992 der gesamte Müll des Landkreises Oldenburg und der Stadt Delmenhorst gefahren. Heute wird dort noch ein Wertstoffhof vorgehalten.

## Verkehr
Bargloy ist durch Gemeindeverbindungsstraßen mit der B 213 mit der Stadt Wildeshausen und mit der L 873 verbunden.
Die Luftlinie zum Bahnhof Wildeshausen beträgt 3 km.

## Sehenswürdigkeiten
- Das Megalithgrab Hohe Steine
- Die Bargloyer Steinkiste
- Die Scheune Bargloy 20

In der Liste der Baudenkmale in Wildeshausen ist für Bargloy ein Baudenkmal aufgeführt.

## Persönlichkeiten
- Heinrich Müller-Bargloy (1902–1972), Politiker (CDU) und Mitglied des Niedersächsischen Landtages